# 155. østlige længdekreds
Den 155. østlige længdekreds (eller 155 grader østlig længde) er en længdekreds, der ligger 155 grader øst for nulmeridianen. Den løber gennem Ishavet, Asien, Stillehavet, Australasien, det Sydlige Ishav og Antarktis.